# Sainte-Eulalie-d'Ans
Sainte-Eulalie-d'Ans è un comune francese di 317 abitanti situato nel dipartimento della Dordogna nella regione della Nuova Aquitania.

## Società

### Evoluzione demografica
Abitanti censiti